# 漢語大詞典
漢語大詞典（繁体字: 漢語大詞典、簡体字: 汉语大词典、ピンイン: Hànyǔ Dà Cídiǎn）は、中国語の国語辞典の1つで最も包括的で大規模な辞典。

## 概要
語彙的にはオックスフォード英語辞典に匹敵し、中国語の通時的な範囲をカバーし、中国の古典的なテキストから現代のスラングまで、3千年にわたる用法をたどっている。
『漢語大辞典』には23,000以上の漢字項目があり、約370,000語を定義し、1,500,000の引用がある。200の部首からなる斬新なシステムによって照合された部首項目は、繁体字で記載され、簡体字は注記されている。定義と解説は、古典の引用を除いて簡体字である。
第13巻にはピンインと画数の索引があり、付録もある。別冊の索引（1997年）では、単語やフレーズ内の位置別に728,000の項目が掲載されており、まるで逆引き辞典のようだ。例えば漢語大辞典では、「道德經」の頭に「道」とあるが、この逆引き索引では「道」と「經」の両方に記載されている。「漢語大詞典は重さ20キロを超え、2万ページにわたる2段組みの大ページに5000万字もの文字が収録されているにもかかわらず、索引が非常に充実しているため、使いこなしやすい辞書である」とアメリカの中国学者E．ウィルキンソンは述べている。

## 沿革
編集長の羅竹風（1911-1996）は、300人以上の学者や辞書学者からなるチームとともに、1979年に膨大な編集作業を開始した。全13巻の出版は1986年の第1巻から上海辞書出版社・漢語大詞典出版社より始まり、1994年の付録と索引の巻で終了した。1994年、中国国家図書賞を受賞した。

## その他
漢語大詞典は、『第一批異形詞整理表』の執筆の際に参考にされた。